# J.R. Reid
Herman "J.R." Reid Jr., född 31 mars 1968 i Virginia Beach, Virginia, är en amerikansk tidigare basketspelare. Han var med och tog OS-brons i basket 1988 i Seoul. Detta var USA:s första brons i herrbasket i olympiska sommarspelen, och tredje gången genom alla tider som USA inte tog guld. Han har spelat i både NBA och för lag i Frankrike och Spanien.